# Margaretha von Tost

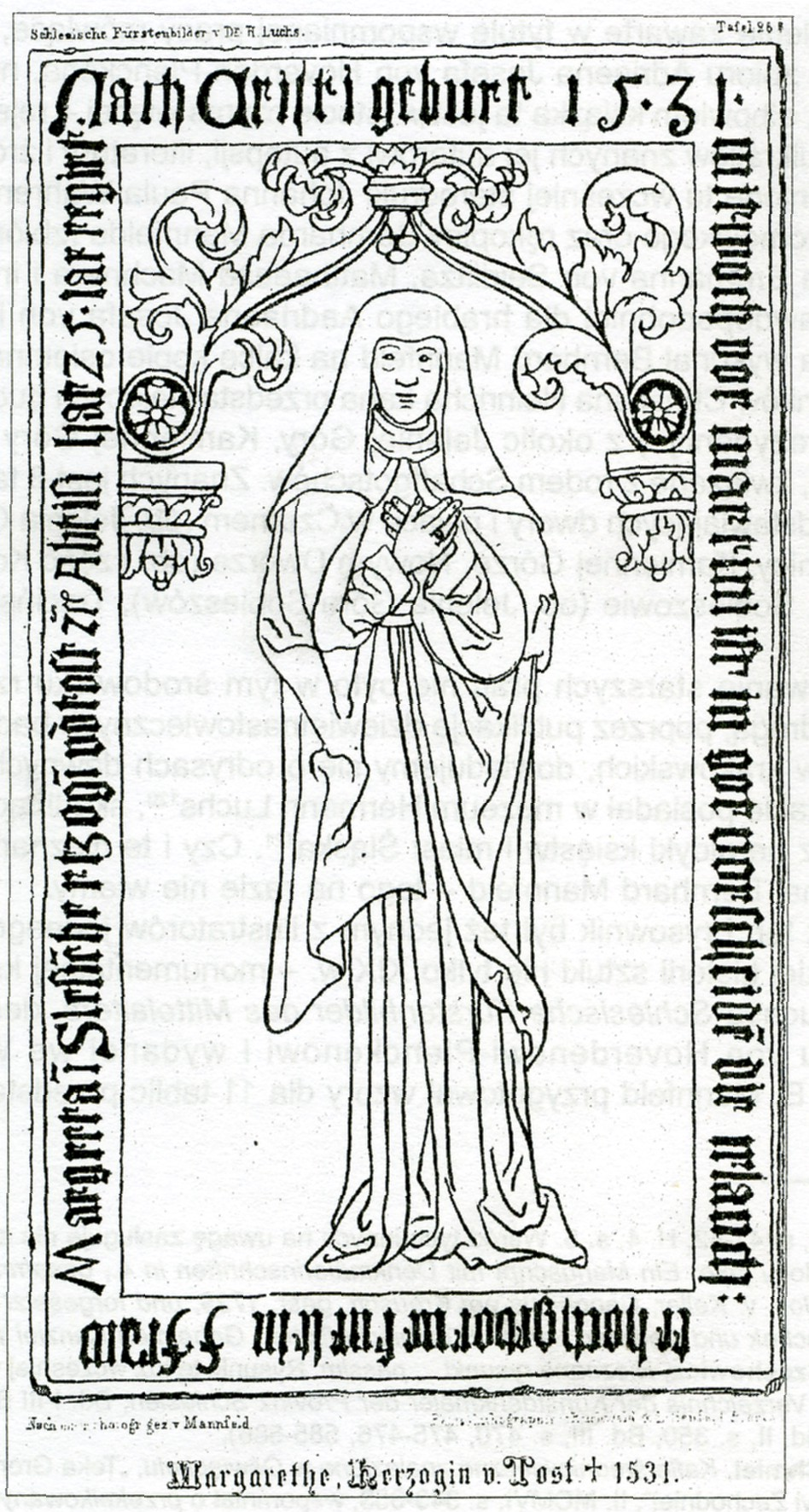
Margarethe, Herzogin von Tost

Margaretha von Tost, auch Margarethe, Herzogin von Tost (polnisch: Małgorzata toszecka) (* 1467 oder 1468; † 8. November 1531 in Breslau, Fürstentum Breslau) war durch Geburt Herzogin von Tost und ab 1508 Äbtissin des Breslauer Klarissenklosters.

## Leben
Margaretha entstammte dem Oppelner Zweig der Schlesischen Piasten. Sie war das einzige Kind des Herzogs Przemislaus III. von Tost und dessen Ehefrau Machna († 1468/72), einer Tochter des Oppelner Herzogs Nikolaus I. 1481 oder 1482 trat sie als Nonne in das Breslauer Klarissenkloster (heute Ursulinenkloster) ein. Im Februar 1508 wurde sie dort zur Äbtissin gewählt.